# Mount Cabeza
Mount Cabeza (spanisch Monte Cabeza ‚Kopfberg‘; im Vereinigten Königreich Mount Morgagni) ist ein 1150 m hoher Berg im Nordosten der Brabant-Insel im Palmer-Archipel. Im Stavertsi Ridge ragt er an 1,5 km südwestlich des Hales Peak an der Südostflanke des Paré-Gletschers auf.
Teilnehmer einer von 1953 bis 1954 dauernden argentinischen Antarktisexpedition gaben ihm seinen deskriptiven Namen, den das Advisory Committee on Antarctic Names im Jahr 1965 ins Englische übertrug. Das UK Antarctic Place-Names Committee dagegen benannte den Berg am 23. September 1960 nach dem italienischen Pathologen Giovanni Battista Morgagni (1682–1771).